# Pykrete

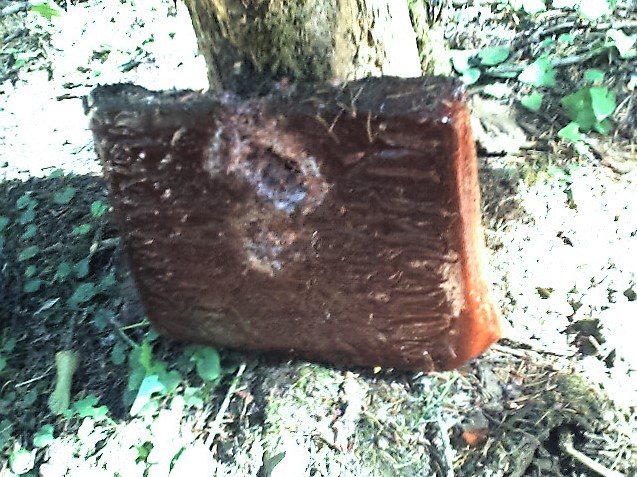
Ett stycke pykrete.

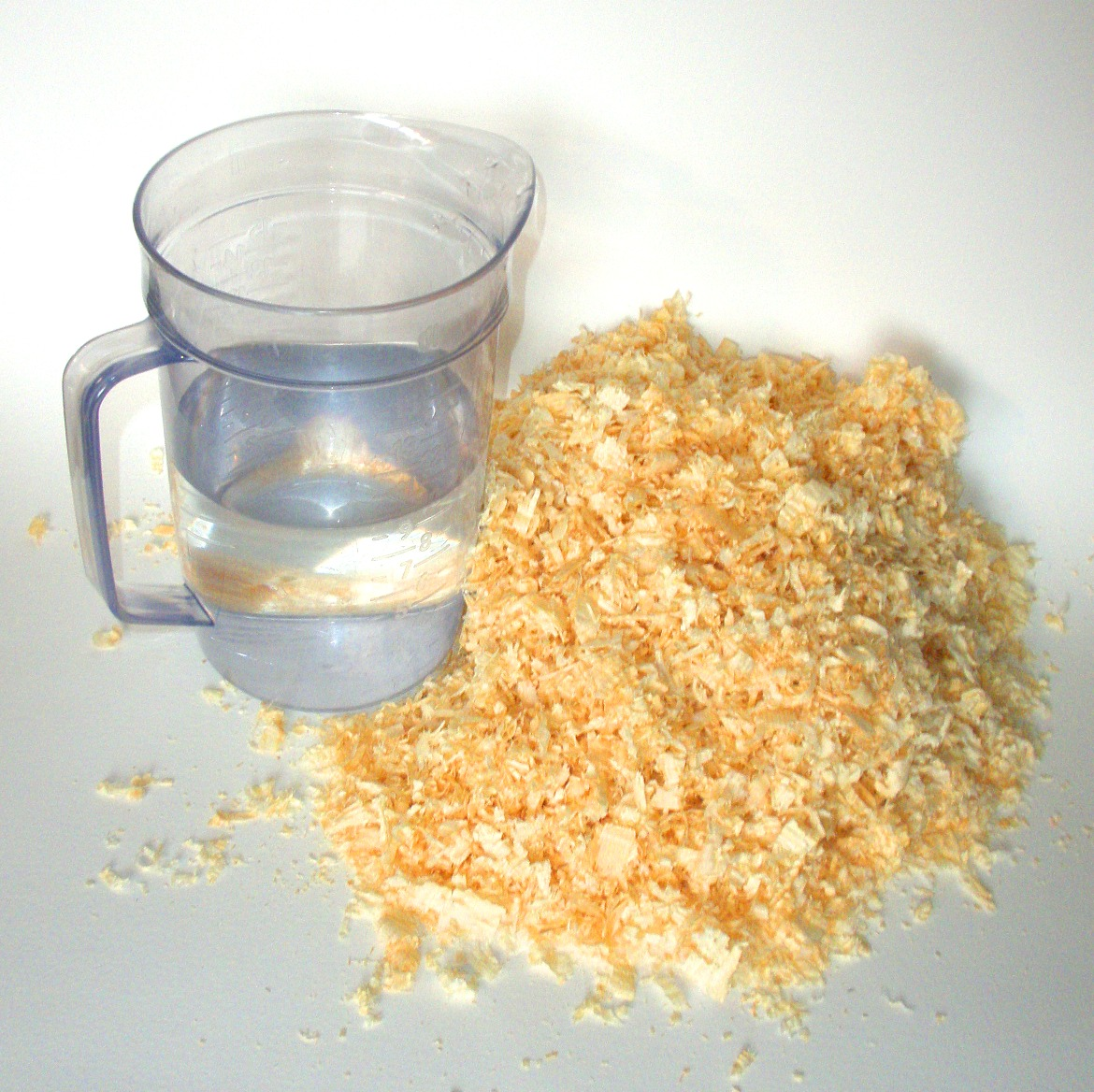
Pykrete är gjort av 14 % sågspån och 86 % vatten räknat i massa.

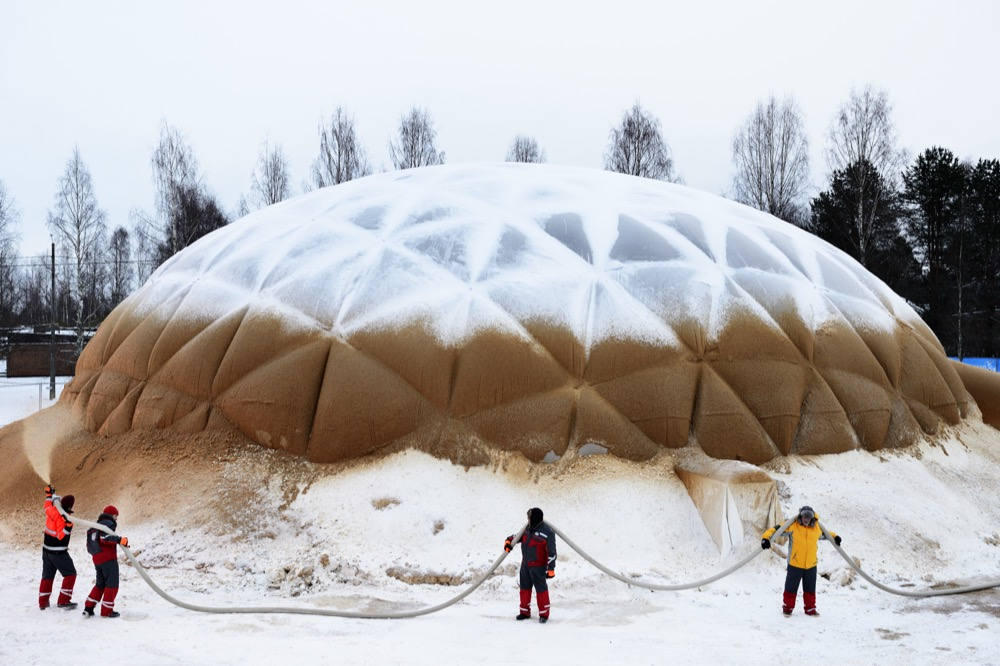
Kupol gjord av pykrete.

Pykrete är ett material med en blandning (viktprocent) av 14 % sågspån och 86 % vatten som sedan frusits. Materialet är mycket hårdare än vanlig is och tar mycket längre tid att smälta. 
Pykrete uppfanns av biologen och sedermera (1962) nobelpristagaren Max Perutz.
Geoffrey Pyke hade studerat några vetenskapliga artiklar om den förbluffande kombinationen av fryst sågspån och vatten. Han övertygade under andra världskriget Lord Mountbatten, som var en hög brittisk sjöofficer, att ett hangarfartyg, Habakkuk-projektet, skulle kunna byggas i detta material. Materialet har mycket låg värmeledningsförmåga; skrovets yttre delar påverkas därför inte så mycket av det ofrusna vatten fartyget färdas i. De inre delarna av skrovet skulle kunna behållas fryskalla från ett inbyggt frysmaskineri. Lord Mountbatten förde förslaget vidare till den brittiske premiärministern Winston Churchill, som blev entusiastisk och beslutade att det skulle genomföras. Projektet rann dock ut i sanden i brist på tid och pengar.

## Etymologi
När Geoffrey Pyke fick idén om Habakkuk hade något speciellt namn för det nya materialet ännu inte myntats. Det var emellertid starkt som betong (engelska concrete). Därav kan man ana bakgrunden till eponymen pykrete.